# Атлантия
Атлантия в древногръцката митология е нимфа. Споменава се на едно място от Аполодор (Митологическа библиотека, II, 1,2) като една от невестите на 10-те сина на Египет, които се женят в Аргос. Невестите са дъщери на Данай от две хариатиди - нимфи: Атлантия и Феба. След това следват митовете за Пегас и Персей, Херкулес и т.н.